# Neilson Powless
Neilson Powless (Roseville, California, 3 de septiembre de 1996) es un ciclista estadounidense miembro del equipo EF Education-EasyPost.
Con su participación en el Tour de Francia 2020 se convirtió en el primer nativo americano en participar en la ronda gala. Pertenece a la tribu oneida la cual forma parte de la confederación iroquesa.

## Palmarés
2016
- 1 etapa del Redlands Bicycle Classic
- Joe Martin Stage Race
- 1 etapa del Tour de Beauce
- 1 etapa del Tour del Porvenir

2017
- 1 etapa del Triptyque des Monts et Châteaux
- Gran Premio Palio del Recioto
- 1 etapa del Giro Ciclistico d'Italia
- 3.º en el Campeonato de Estados Unidos Contrarreloj
- 2.º en el Campeonato de Estados Unidos en Ruta

2019
- 2.º en el Campeonato de Estados Unidos Contrarreloj
- 3.º en el Campeonato de Estados Unidos en Ruta

2021
- Clásica San Sebastián

2022
- Japan Cup

2023
- Gran Premio Ciclista La Marsellesa
- Estrella de Bessèges

2024
- 3.º en el Campeonato de Estados Unidos Contrarreloj
- 3.º en el Campeonato de Estados Unidos en Ruta
- Giro del Piemonte
- Japan Cup

2025
- A través de Flandes
- G. P. Kanton Aargau

## Resultados

### Grandes Vueltas
| Carrera | Carrera         | 2016 | 2017 | 2018 | 2019 | 2020 | 2021 | 2022 | 2023 | 2024 | 2025 |
| ------- | --------------- | ---- | ---- | ---- | ---- | ---- | ---- | ---- | ---- | ---- | ---- |
|         | Giro de Italia  | —    | —    | ―    | —    | —    | —    | —    | —    | —    | —    |
|         | Tour de Francia | —    | —    | —    | —    | 56.º | 43.º | 12.º | 66.º | 59.º | 47.º |
|         | Vuelta a España | —    | —    | —    | 31.º | —    | —    | —    | —    | ―    | —    |

—: no participa

Ab.: abandono

### Clásicas, Campeonatos y JJ. OO.
| Carrera                     | Carrera                     | 2016 | 2017 | 2018 | 2019 | 2020 | 2021 | 2022 | 2023 | 2024 | 2025 |
| --------------------------- | --------------------------- | ---- | ---- | ---- | ---- | ---- | ---- | ---- | ---- | ---- | ---- |
| Strade Bianche              | Strade Bianche              | —    | —    | —    | Ab.  | —    | —    | —    | —    | 86.º | —    |
|                             | Milán-San Remo              | —    | —    | 83.º | —    | —    | —    | —    | 7.º  | —    | 37.º |
| E3 Saxo Classic             | E3 Saxo Classic             | —    | —    | —    | —    | X    | —    | —    | —    | —    | 64.º |
| A Través de Flandes         | A Través de Flandes         | —    | —    | —    | —    | X    | —    | —    | 3.º  | —    | 1.º  |
|                             | Tour de Flandes             | —    | —    | —    | —    | —    | —    | —    | —    | —    | 42.º |
| Amstel Gold Race            | Amstel Gold Race            | —    | —    | —    | —    | X    | —    | —    | Ab.  | —    | 13.º |
| Flecha Valona               | Flecha Valona               | —    | —    | —    | —    | —    | —    | 8.º  | Ab.  | —    | 45.º |
|                             | Lieja-Bastoña-Lieja         | —    | —    | —    | —    | 92.º | —    | 19.º | 65.º | —    | 10.º |
| Clásica San Sebastián       | Clásica San Sebastián       | —    | —    | —    | —    | X    | 1.º  | —    | 4.º  | 6.º  | 6.º  |
| Bretagne Classic            | Bretagne Classic            | —    | —    | —    | —    | —    | —    | —    | —    | 53.º |      |
| Gran Premio de Quebec       | Gran Premio de Quebec       | —    | —    | —    | —    | X    | X    | 23.º | 20.º | 8.º  |      |
| Gran Premio de Montreal     | Gran Premio de Montreal     | —    | —    | —    | —    | X    | X    | Ab.  | 33.º | 23.º |      |
|                             | Giro de Lombardía           | —    | —    | —    | 62.º | —    | 51.º | 34.º | —    | 8.º  |      |
| Mundial en Ruta             | Mundial en Ruta             | —    | —    | —    | 41.º | Ab.  | 5.º  | 18.º | 11.º | 39.º |      |
| Mundial Contrarreloj        | Mundial Contrarreloj        | —    | —    | —    | —    | —    | —    | 22.º | —    | ―    |      |
| Estados Unidos en Ruta      | Estados Unidos en Ruta      | —    | 2.º  | 20.º | 3.º  | —    | —    | —    | —    | 3.º  | —    |
| Estados Unidos Contrarreloj | Estados Unidos Contrarreloj | —    | 3.º  | 14.º | 2.º  | —    | —    | —    | —    | 3.º  | —    |

—: no participa

Ab.: abandono

## Equipos
- Axeon Hagens Berman (2016-2017)
- Jumbo[3] (2018-2019)
  - Team LottoNL-Jumbo (2018)
  - Team Jumbo-Visma (2019)
- EF Education First (2020-)
  - EF Pro Cycling (2020)
  - EF Education-NIPPO (2021)
  - EF Education-EasyPost (2022-)